# K2-290
K2-290, nota anche come EPIC 249624646, è una stella tripla situata a circa 900 anni luce dalla Terra, in direzione della costellazione della Bilancia. Il sistema è formato da una stella di classe F e da due deboli nane rosse. Nel 2019 durante la missione estesa del telescopio spaziale Kepler sono stati scoperti due pianeti extrasolari orbitare attorno alla stella principale.

## Sistema stellare
La componente principale del sistema, K2-290 A, è una stella un po' più massiccia del Sole, con una massa del 19% superiore, mentre il raggio è stato stimato essere del 50% superiore a quello della nostra stella, indice che, con un'età che va da 3,2 a 5,6 miliardi di anni, sta forse per terminare la fusione dell'idrogeno in elio e uscire dalla sequenza principale, aumentando il proprio raggio.
Le due stelle compagne sono nane rosse: K2-290 B ha una massa del 37% di quella del Sole e dista da A circa 113 UA, mentre la terza componente, K2-290 C, è la più debole del sistema ed è più distante, dista infatti dalla principale 2467+177
−155 au.

## Sistema planetario
I due pianeti sono stati scoperti con il metodo del transito durante l'estensione della missione Kepler; orbitano piuttosto vicini alla componente principale del sistema, più calda e grande del Sole, e le temperature superficiali sono elevate; per i pianeti b e c sono rispettivamente di 1230 e 676 kelvin. Il più vicino alla stella orbita in poco più di 9 giorni ed è un nettuniano caldo con una massa 11 volte quella terrestre, mentre il pianeta c ha dimensioni comparabili a quelle di Giove; per la precisione rientra nella categoria dei pianeti gioviani caldi.
La peculiarità del sistema è che i due pianeti orbitano in senso inverso alla rotazione della stella su se stessa, al contrario di ciò che avviene normalmente e come avviene anche nel sistema solare, con i pianeti che orbitano sullo stesso piano e nella stessa direzione dell'equatore del Sole. Durante la formazione di una stella, il disco protoplanetario collassa verso il centro ruotando in un senso e andando a formare la protostella, la quale conserva lo stesso senso di rotazione del disco primordiale. I pianeti si formano dai "resti" dello stesso disco e dovrebbero conservare lo stesso momento angolare, ma nel caso dei pianeti di K2-290 A ciò non avviene.
Uno studio pubblicato nel 2021 di Maria Hjorth et al. condotto sulla base dei dati raccolti dallo spettrografo HARPS-N del Telescopio nazionale Galileo, ha mostrato che non solo le orbite dei pianeti sono disallineate con l'equatore della stella di 124°, ma la loro rotazione avviene in senso contrario rispetto alla rotazione stellare. Sono già stati osservati pianeti i cui piani orbitali sono disallineati rispetto alla rotazione della stella; la causa spesso viene imputata a delle migrazioni orbitali avvenute nella prima fase di vita del sistema, soprattutto in casi dove sono presenti dei gioviani caldi isolati, mentre in questo sistema sono presenti due pianeti con orbite tra loro complanari, e questo rende la configurazione di questo sistema piuttosto rara. Lo stesso gruppo di lavoro suggerisce che la causa sarebbe da ricercarsi in risonanze secolari causate dall'interazione gravitazionale delle altre due stelle, in particolare della più vicina, K2-290 B.

### Prospetto del sistema
| Pianeta | Tipo            | Massa    | Raggio   | Periodo orb.  | Sem. maggiore | Incl. orbita | Scoperta |
| ------- | --------------- | -------- | -------- | ------------- | ------------- | ------------ | -------- |
| b       | Gigante gassoso | 10,9 M⊕  | 3,06 r⊕  | 9,212 giorni  | 0,0923 UA     | 88,14°       | 2019     |
| c       | Gigante gassoso | 0,774 MJ | 1,006 rJ | 48,367 giorni | 0,305 UA      | 89,37°       | 2019     |